# Bagni greci di Olimpia
I bagni greci nell'antica Olimpia sono i più antichi bagni del Santuario di Olimpia e sono situati sul lato occidentale, al di fuori del recinto sacro dell'Altis, vicino alla riva del fiume Cladeo.

## I bagni
Furono costruiti durante il V secolo a.C. e furono sviluppati durante il loro utilizzo. Nel II secolo d.C. furono usati come base per la costruzione delle Terme del Cladeo. Si chiamano Bagni greci per distinguerli dalle terme di epoca romana nella stessa zona.
Il semplice edificio iniziale con il pozzo è stato gradualmente trasformato in uno spazio lussuoso con architettura più complessa e ampie decorazioni e mosaici. Nel periodo romano, i sistemi di approvvigionamento idrico e di drenaggio sono stati perfezionati. C'erano bagni caldi e freddi, come era comune nelle aree di allenamento e nei luoghi di competizione sportiva.
I bagni greci furono costruiti per soddisfare i bisogni degli atleti, poiché li usavano per lavarsi dopo l'allenamento o dopo i giochi. A quei tempi, gli atleti si strofinavano il corpo con l'olio e poi si buttavano polvere durante l'allenamento, per migliorare le loro prestazioni. Questo era un processo che richiedeva molto tempo, ma era necessario e seguiva un certo rituale. La pulizia del proprio corpo dopo le sessioni di allenamento e le competizioni sportive era molto importante per gli atleti: in primo luogo, usavano lo strigile per raschiare gli oli e la polvere dalle proprie membra, quindi, venivano massaggiati e infine avveniva la "pulizia" del corpo e dell'anima con l'acqua.